# Frantz Charlet
Pour les articles homonymes, voir Charlet.
Frantz Charlet, né à Bruxelles le 29 janvier 1862 et mort à Paris 16e le 8 août 1928, est un artiste peintre, graveur et lithographe impressionniste belge.

## Biographie

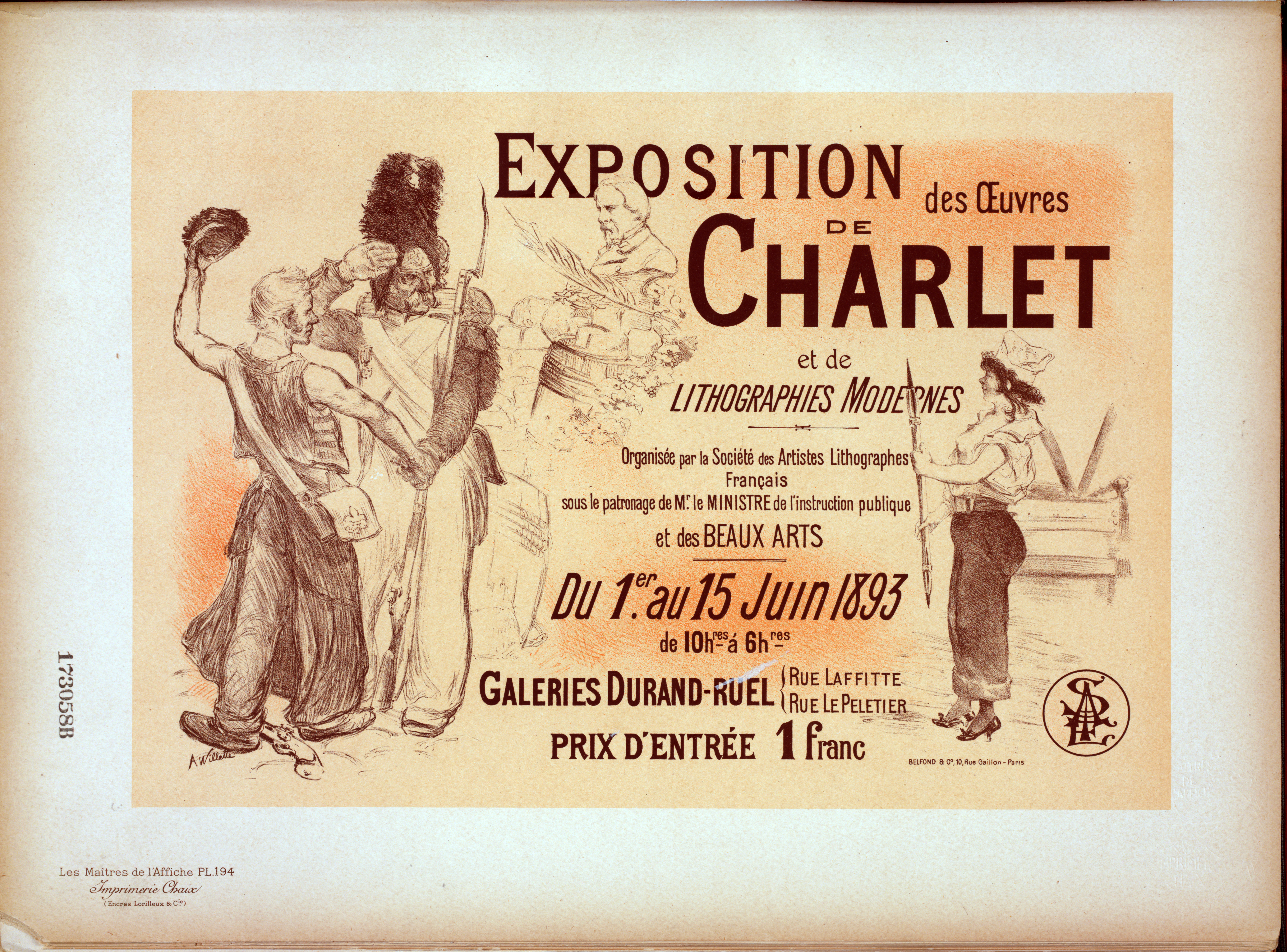
Affiche par Adolphe Willette

Frantz Charlet a étudié à l'Académie royale des beaux-arts de Bruxelles de 1872 à 1873 puis de 1876 à 1881 chez Jean-François Portaels. Il se perfectionne à Paris auprès de Jean-Léon Gérôme, Carolus-Duran et Jules Lefebvre. Il est le frère du peintre Emile Charlet.
En 1883, il est membre fondateur du groupe bruxellois d'avant-garde Les Vingt et de la Société internationale de la Peinture à l'Eau. 
Ami de Théo Van Rysselberghe, Constantin Meunier, Darío de Regoyos et J. Whistler, il visite l'Espagne, le Maroc et les Pays-Bas en leur compagnie. Il est l'un des premiers en Belgique à rechercher dans ses paysages et ses marines un coloris plus clair et une touche plus libre, se rapprochant ainsi des impressionnistes français.
Membre du Salon des artistes français, il y obtient une mention honorable en 1884 et une médaille de 3e classe l'année suivante.
En 1887, il fréquente Paul Signac et se laisse séduire un temps par le divisionnisme. Il termine sa carrière à Paris, peignant notamment des vues de Paris et des scènes hippiques très esquissées. 
Il a eu comme élèves Eugène Broerman, François Halkett, et Rodolphe Wytsman.

## Distinction
- Chevalier de l'ordre de Léopold (19 mars 1903)[5].